# Sergej Petrovič Trubeckoj
Sergej Petrovič Trubeckoj (in russo Сергей Петрович Трубецкой?; Nižnij Novgorod, 1790 – Mosca, 25 giugno 1860) è stato un militare russo, eroe della Campagna di Russia e decabrista.

## Complotto decabrista
Dopo la guerra, Troubetzkoï diventa massone, membro della loggia "Le tre Virtù", fu iniziato il 25 gennaio 1816, dal 19 agosto 1818 al 23 aprile 1819 fu maestro aggiunto della Loggia, in seguito membro d'onore.  Nel 1816 e nel 1819 fonda due gruppi precursori del complotto decabrista. La finalità di questi due gruppi, composti in gran parte da massoni, era il miglioramento progressivo dell'Impero russo. Ma le rivendicazioni dei decabristi (abolizione della servitù, costituzione, ecc.) non figurano ancora tra i suoi progetti. Nel 1819 va all'estero per delle cure mediche e al suo ritorno nel 1821 scopre che il suo gruppo si è dissolto.
Contrariamente ad altri decabristi, come Kondrati Ryleïev e Pavel Ivanovitch Pestel, che volevano una rivoluzione, l'esecuzione dell'imperatore e la creazione di una repubblica, Troubetzkoï preferiva una monarchia costituzionale. È presentato come uno dei capi dell'insurrezione decabrista, ma finalmente rifiuta di recarsi sulla piazza del senato di San Pietroburgo, subodorando il fallimento della rivolta. È arrestato in casa dell'ambasciatore d'Austria, Lebzeltern.